# Syntaxhervorhebung

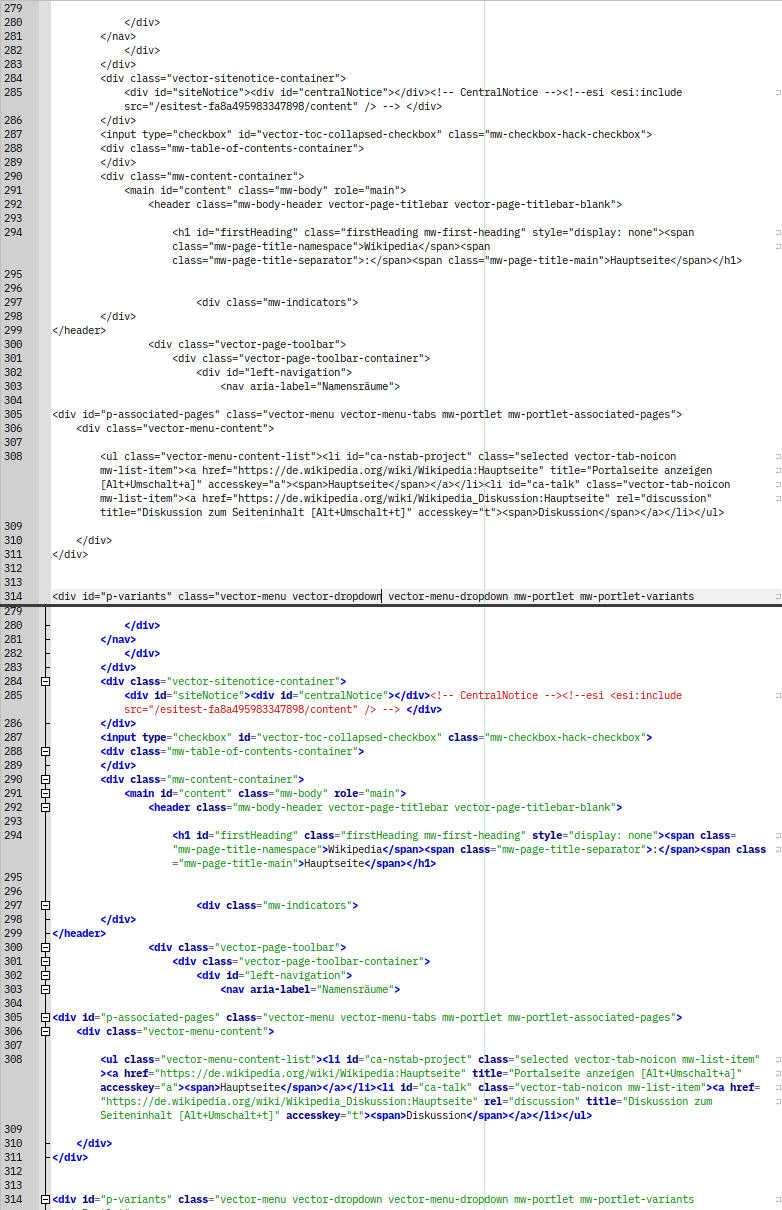
Ein Ausschnitt aus dem HTML-Code der Wikipedia-Startseite, oben ohne, unten mit Syntaxhervorhebung, jeweils in Geany.

Syntaxhervorhebung oder Syntax-Highlighting ist die Fähigkeit eines Computerprogrammes, bestimmte Wörter und Zeichenkombinationen in einem Text abhängig von ihrer Bedeutung in unterschiedlichen Farben, Schriftarten und -stilen darzustellen. Die genaue Art der Hervorhebung ist dabei nicht in der Datei gespeichert, sondern wird vom darstellenden Programm nach festgelegten Regeln vorgenommen, abhängig vom Dateityp und der Art des Textes (beispielsweise der Programmiersprache), und lässt sich oftmals auch konfigurieren.
Syntaxhervorhebung gehört zur Standardfunktionalität integrierter Entwicklungsumgebungen und Texteditoren zur Bearbeitung von ausgezeichneten Dokumenten, Programm-Quelltexten und Konfigurationsdateien. Hervorgehoben werden dabei etwa Schlüsselwörter und andere Sprachelemente; Bezeichner und Wertzuweisungen von Variablen werden voneinander abgesetzt; Kommentare werden kontrastierend dargestellt. Das verbessert die Lesbarkeit des Textes, da die Strukturen deutlich hervortreten und das „Querlesen“ vereinfacht wird. Oftmals fallen auch Tippfehler auf, da sie in vielen Fällen zu einer veränderten Darstellung führen.

## Syntaxhervorhebung in der Wikipedia
Auch die MediaWiki-Engine, die beispielsweise von der Wikipedia genutzt wird, unterstützt mit Pygments eine Erweiterung zur Syntaxhervorhebung vieler Sprachen. Folgendes Beispiel in der Programmiersprache C demonstriert die Wikipedia-eigene Syntaxhervorhebung:
```
#include
 
<stdio.h>

int
 
main
(
void
)
 
{

        
printf
(
"Hello World
\n
"
);

        
return
 
0
;

}

```